# Músculos lumbricales del pie
Los músculos lumbricales del pie son cuatro músculos accesorios a los tendones del flexor largo de los dedos. Se encuentran en la región plantar interna, entre los tendones flexores, por abajo, en la parte interna del extremo posterior de la primera falange de los cuatro últimos dedos. Están numerados de medial a lateral. Todos, excepto el primero, se originan de dos tendones del flexor largo de los dedos. Su función es flexión de la primera falange y extensión de las otras.
Los músculos terminan en tendones que pasan a través de los lados mediales de los cuatro dedos pequeños del pie, y se insertan en la expansión de los tendones del extensor largo de los dedos en la cara dorsal de la primera falange. Aunque los tendones también pasan por debajo de las articulaciones metatarsofalángicas, crean una flexión en estas articulaciones.

## Variaciones
Ausencia de uno o más; duplicación del tercero, cuarto o incluso el quinto. Inserción parcial o total en las primeras falanges.

## Inervación
Están inervados por el nervio plantar medial en el caso de los lumbricales internos, y el nervio plantar lateral para los externos.
- Datos: Q44161
- Multimedia: Lumbrical muscles of feet / Q44161